# Benoît Forgeard
Pour les articles homonymes, voir Forgeard (homonymie).
Benoît Forgeard est un réalisateur et acteur français né le 6 décembre 1973 à Dreux.
Il a notamment réalisé les longs métrages Réussir sa vie (2012), Gaz de France (2015) et Yves (2019).

## Biographie
Benoît Forgeard est issu d'une formation en art contemporain. Élève de l'école des beaux-arts de Rouen, puis du Studio national des arts contemporains du Fresnoy, il y conçoit Stève André, une fiction réalisée et diffusée en direct, puis les premiers épisodes de la série Laïkapark.
Son premier film, Réussir sa vie (2012), est composé de trois courts métrages, La Course nue, Belle-Île-en-Mer et L’Antivirus. Dans les trois sketchs, le personnage principal rompt avec les attentes de ses proches et les espoirs qu'on a placés en lui. Les trois films sont articulés par des intermèdes dans lesquels Benoît Forgeard se met en scène en tant que réalisateur. Le film sort sur les écrans français le 4 avril 2012,. En juin 2012, Shellac édite en DVD une série de ses courts métrages sous le titre Le Mystérieux cinéma de Benoît Forgeard.
Entre 2012 et 2015, il tient une chronique humoristique dans So Film, où il imagine les sorties cinéma de l'année 2027. Le recueil L'année du cinéma 2017 paraît en 2016 chez Capricci, avec des illustrations de Matthieu Chiara, Rachel Deville, Helkarava et Philippe Katerine.
Le 31 janvier 2013, il anime avec Bertrand Burgalat une fausse soirée de réveillon intitulée L'Année bisexuelle sur la chaîne de télévision Paris Première en prétextant qu'on peut fêter la nouvelle année n'importe quand. Toujours avec Bertrand Burgalat, il écrit puis réalise trois autres émissions sur Paris Première : Ceux de Port Alpha, en juin 2013, L'Homme à la Chemise de Cuir, diffusé le 31 décembre de la même année, puis L'Incruste, à l'occasion du Festival de Cannes 2014,,.
Depuis 2016, Dérive des Continents, une série d'animation de Benoit Forgeard est diffusée sur la chaîne Arte chaque vendredi soir, à la fin de l'émission 28 minutes.
Pour le compte du webmagazine de cinéma Blow-Up d'Arte, il est aussi l'auteur d'une série sur des réalisateurs comme Éric Rohmer, Maurice Pialat, Bertrand Tavernier ou Luc Besson.
Son premier long métrage, Gaz de France (2016), raconte l'histoire de conseillers en communication enfermés dans le sous-sol du palais de l'Élysée afin de trouver comment augmenter la cote de popularité du Président de la République. Tourné en décors principalement numériques, le storyboard est conçu à l'aide d'un logiciel de 3D. Le film est sélectionné par l'ACID pour sa programmation 2015.
Son deuxième long métrage, Yves, raconte les démêlés d'un rappeur avec son réfrigérateur intelligent. Diffusé en clôture de la Quinzaine des réalisateurs en 2019, il sort le 26 juin 2019.

### Vie privée
Le 16 avril 2021, il annonce la naissance de sa fille dans l'émission 28 minutes sur Arte à laquelle il participe régulièrement.

## Filmographie

### Réalisateur

#### Courts métrages
- 2002 : Stève André, 45 min
- 2007 : Belle-Île-en-Mer, 43 min
- 2009 : Le Grand manteau avec Emmanuel Lautréamont, sous le pseudonyme commun de Michel Moisan, 11 min[16]
- 2009 : L’Antivirus, 30 min
- 2010 : Respect
- 2011 : Coloscopia, 13 min[17]

#### Longs métrages
- 2012 : Réussir sa vie, film à sketchs composé de La Course nue, Belle-Île-en-Mer et L’Antivirus
- 2016 : Gaz de France, avec Olivier Rabourdin, Philippe Katerine, Alka Balbir, Philippe Laudenbach, Benoit Forgeard
- 2019 : Yves, avec William Lebghil, Doria Tillier, Philippe Katerine, Alka Balbir et Antoine Gouy[18]

### Émissions de télévision
- 2013 : L'Année Bisexuelle, premier épisode du Ben & Bertie Show, 1 h 15
- 2013 : Ceux de Port Alpha, second épisode du Ben & Bertie Show, 1 h 10
- 2013 : L'Homme à la Chemise de Cuir, troisième épisode du Ben & Bertie Show, 1 h 15
- 2014 : L'Incruste, quatrième épisode du Ben & Bertie Show, 1 h 15
- 2016 : Dérive des continents, série d'épisodes diffusée sur Arte à la suite de 28 minutes.

### Acteur
- 2011 : Les Secrets de l'invisible, d'Antonin Peretjatko, caméo
- 2013 : Les Coquillettes de Sophie Letourneur
- 2013 : Agit Pop de Nicolas Pariser
- 2013 : Les Lézards de Vincent Mariette
- 2014 : Le cinéma français se porte bien, documentaire de Stéphane Arnoux, Aurélia Georges, Jean-Baptiste Germain et Maria Chiara Malta
- 2017 : Le Collectionneur de Thomas Lévy-Lasne
- 2021 : Hot spot de Anaïs Couet-Lannes
- 2023 : Coup de chance de Woody Allen

### Scénariste
- 2014 : How Much Rain to Make a Rainbow ?, court métrage de Kaori Kinoshita et Alain Della Negra[19]

## Publications

### Ouvrages
- L'Année du cinéma 2017 : Les films du futur à ne pas manquer, Paris, Capricci, 2016, 166 p. (ISBN 979-10-239-0127-6) Recueil de chroniques publiées dans So Film entre 2012 et 2015.

### DVD
- Le Mystérieux Cinéma de Benoît Forgeard, Shellac, 2012 Inclut Coloscopia, Respect, L'Antivirus, Belle-île en mer, La course nue, Laïkapark, Steve André et Le Grand Manteau.

### Filmographie
- 2012 : Benoît Forgeard : travailler en dormant, portrait de Benoît Forgeard réalisé par Charlotte Buisson-Tissot et Toma Dutter pour la Gaîté-Lyrique, 6 minutes ; [vidéo] voir sur vimeo.com